# Zopfiella longicaudata
Zopfiella longicaudata är en svampart som först beskrevs av Cain, och fick sitt nu gällande namn av Arx 1972. Zopfiella longicaudata ingår i släktet Zopfiella och familjen Lasiosphaeriaceae.  Arten är reproducerande i Sverige. Inga underarter finns listade i Catalogue of Life.